# Kék kövirigó

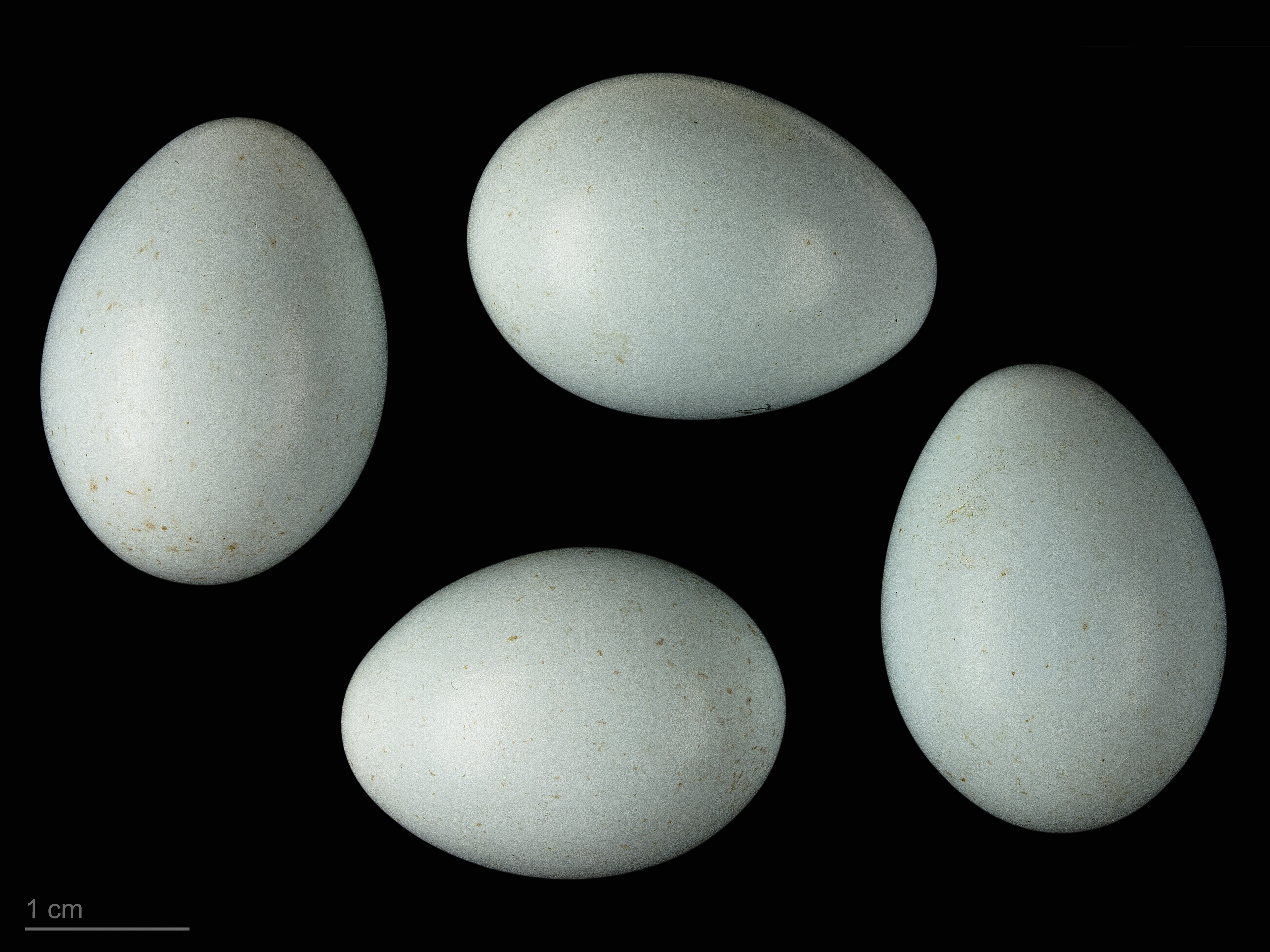
Monticola solitarius solitarius

A kék kövirigó (Monticola solitarius) a madarak osztályának verébalakúak (Passeriformes)  rendjébe és a légykapófélék (Muscicapidae) családjába tartozó faj.
Málta nemzeti madara.

## Előfordulása
Európa déli, Ázsia északnyugati részén él, ősszel délebbre vonul, eljut Észak-Afrikába, Indiába és Ázsia délkeleti területeire is. Víz közeli sziklafalak lakója, 3000 méter magas völgyekben is előfordul.

## Alfajai
Alfajait két csoportba sorolják, az alapfaj, a Monticola solitarius solitarius alkotja az egyiket és a másik négy alfaj a másik csoportot. Vannak olyan vélemények, melyek szerint elképzelhető, hogy a jövőben kettébontják a fajt, létrehozva egy keleti fajt, a Monticola longirostrist, mely alá alfajként lesz besorolva a M. s. philippensis, M. s. pandoo and M. s. madoci alfajpk is .
- Monticola solitarius solitarius (Linnaeus, 1758) – Északnyugat-Afrika, Dél-Európa, Törökország északi része valamint a Kaukázus vidéke
- Monticola solitarius longirostris (Blyth, 1847) – Görögország, Törökország nyugati és déli része, a Közel-Kelet országai, Egyiptom és keletre egészen a Himalája északnyugati vonulataig és India
- Monticola solitarius pandoo (Sykes, 1832) – a Himalája középső részétől keletre Kína középső részéig, valamint Vietnám északi része  telelőterülete  az Indokínai-félsziget és a Nagy-Szunda-szigetek
- Monticola solitarius philippensis (Statius Müller, 1776) – Mongólia keleti része, Szibéria csatlakozó területei, Szahalin, a Kuril-szigetek, Japán és a Fülöp-szigetek legészakibb része, továbbá Kelet-Kína és a Koreai-félsziget, telelőterülete Indonézia
- Monticola solitarius madoci Chasen, 1940 – a Maláj-félsziget és Szumátra északi része

## Megjelenése
Testhossza 21-23 centiméter. A hím palakék, vörös és fekete, a tojó barnás színű.
|  |  |  |

## Életmódja
A talajon keresgéli rovarokból álló táplálékát, néha a gyíkot is megfogja, de bogyókat is elfogyasztja.

## Szaporodása
Májusban sziklarepedésekbe, üregekbe rakja fészkét. Fészekalja 4-5 tojásból áll, melyen 12-13 napig kotlik. A fiókák még 18 napig maradnak a fészekben, a szülők még egy ideig utána is gondoskodnak róluk.

## Kárpát-medencei előfordulása
Magyarországon ritka, alkalmi vendég. 1975. májusában a Ságon észlelték, de nem került megerősítésre. Egy újabb előfordulása a 2006 áprilisából, a Nagyharsány határában emelkedő Szársomlyóról ismert (Ónodi Miklós fotói), ezt tekinti a Magyar Madártani és Természetvédelmi Egyesület Nomenclator Bizottsága a faj első hitelesített hazai előfordulásának.